# Zadubienie
Zadubienie (biał. Задубенне, ros. Задубенье) – wieś na Białorusi, w obwodzie mińskim, w rejonie miadzielskim, w sielsowiecie Krzywicze.

## Historia
W czasach zaborów wieś w okręgu wiejskim Pokucie, w gminie Krzywicze, w powiecie wilejskim, w guberni wileńskiej Imperium Rosyjskiego. W 1865 roku liczyła 141 mieszkańców (59 dusze rewizyjne) w 13 domach. Należała do dóbr Pokucie, własność Koziełłów.
W latach 1921–1945 wieś a następnie kolonia leżała w Polsce, w województwie wileńskim, w powiecie wilejskim, w gminie Krzywicze.
Według Powszechnego Spisu Ludności z 1921 roku zamieszkiwało tu 247 osób, 133 były wyznania rzymskokatolickiego a 114 prawosławnego. Jednocześnie 128 mieszkańców zadeklarowało polską a 119 białoruską przynależność narodową. Było tu 46 budynków mieszkalnych. W 1931 w 64 domach zamieszkiwało 331 osób.
Wierni należeli do parafii rzymskokatolickiej i prawosławnej w Krzywiczach. Miejscowość podlegała pod Sąd Grodzki w Krzywiczach i Okręgowy w Wilnie; właściwy urząd pocztowy mieścił się w Krzywiczach.
W wyniku napaści ZSRR na Polskę we wrześniu 1939 miejscowość znalazła się pod okupacją sowiecką. 2 listopada została włączona do Białoruskiej SRR. Od czerwca 1941 roku pod okupacją niemiecką. W 1944 miejscowość została ponownie zajęta przez wojska sowieckie i włączona do Białoruskiej SRR.
Od 1991 w składzie niepodległej Białorusi.